# Frais funéraires

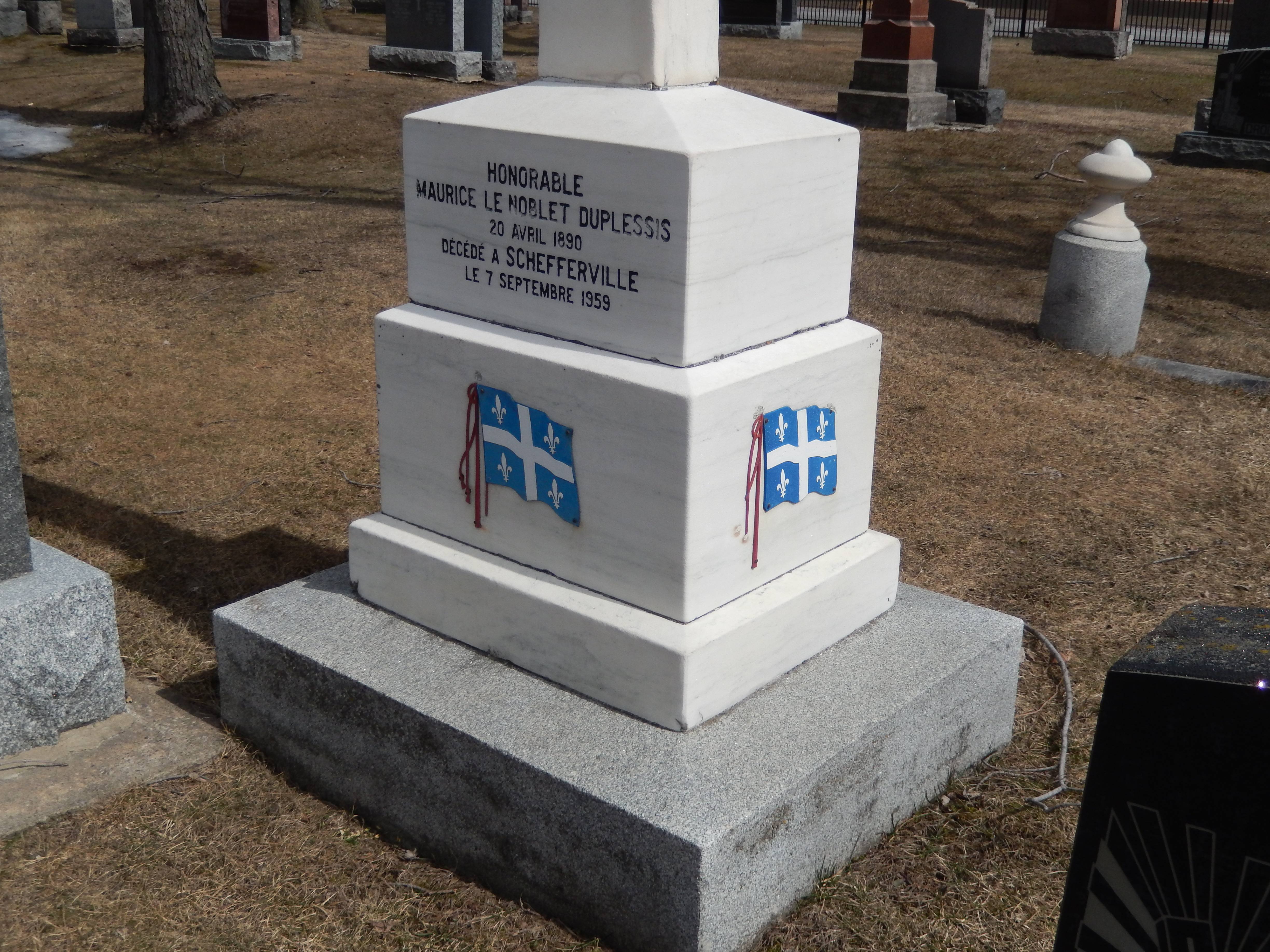
Monument funéraire au Québec.

En droit québécois, les frais funéraires sont définis comme étant « frais engagés pour assurer la sépulture du défunt ». Ils sont un chef de dommage admissible dans une réclamation de responsabilité civile. 
Les proches de la victime immédiate ont la possibilité de demander l’indemnisation pour les frais funéraires dans un recours personnel ou successoral. Selon la jurisprudence, ils incluent les dépenses d’achat de cercueil, de service religieux, d’entrepreneur de pompes funèbres et de sépulture. Les frais de deuil sont quant à eux les dépenses faites pour extérioriser le chagrin. La jurisprudence est divisée pour certaines autres dépenses, telles que les vêtements d’ensevelissement, l’achat d’une concession au cimetière, l’épitaphe, le certificat de décès, ou les frais d’hébergement. 
Historiquement, pour réclamer les frais funéraires, les victimes par ricochet devaient prouver l’insolvabilité de la succession et prouver leur acquittement des frais. Cette règle a été critiquée par la doctrine de Baudouin  comme étant illogique et difficilement défendable en droit, car en admettant que les frais funéraires sont un dommage direct, faire dépendre le droit de recouvrement de l’insolvabilité de la succession équivaut à faire de l’insolvabilité la cause du préjudice. Des lois statutaires telles que la Loi sur l'assurance automobile et la Loi sur les accidents du travail et les maladies professionnelles ont pourtant reconnu que les frais funéraires constituent un dommage direct.
Aujourd’hui, le débat est clos sur cette question en droit civil, car dans l’arrêt De Montigny, la Cour d’appel a jugé que les frais funéraires sont effectivement un dommage direct en droit civil. : « Les frais funéraires constituent un poste de réclamation valable appartenant à la succession de la victime, indépendamment de sa santé financière. […] Il y a lieu de se rallier à la théorie soutenue par les auteurs Gardner, Baudouin et Jobin. La disparition des articles 1056 et 2002 C.c.B.C. modifie singulièrement les données du problème […] Il convient de rappeler que la présence de ces deux articles était au fondement même des postulats selon lesquels le recours pour frais funéraires n’appartenait qu’aux seules personnes énumérées à l’article 1056 C.c.B.C. ». La Cour suprême n’a pas relevé d’erreur dans cette partie de la décision de la Cour d’appel.